# شمس الدين محمد الجويني
شمس الدين محمد بن محمد الجويني كان رجل دولة فارسيًا وعضوًا عائلة الجويني. كان يشغل منصب أمين صندوق الدولة ( المستوفي ) في عهد خوارزمشاه علاء الدين محمد الثاني (حكم. 1200–1220) وابنه جلال الدين منجبرنو (حكم. 1220–1231).
كان لشمس الدين محمد ابن اسمه بهاء الدين محمد الجويني، وأحفاده من هذا الابن هم عطاء ملك الجويني وشمس الدين الجويني شخصيات مؤثرة في الأيام الأولى لحكم الإلخانية في إيران.